# Carolina de Dinamarca
Carolina de Dinamarca (en danés: Caroline af Danmark; Palacio de Christiansborg, 28 de octubre de 1793-Copenhague, 31 de marzo de 1881) fue la tercera hija del rey Federico VI de Dinamarca y de María Sofía Federica de Hesse-Kassel, y miembro de la Casa de Oldemburgo. Era la esposa de Fernando de Dinamarca, príncipe heredero al trono desde 1848 hasta 1863.

## Primeros años

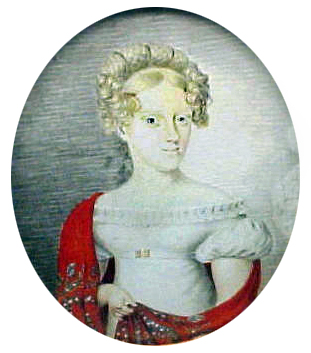
La princesa Carolina (c. 1820)

Carolina nació el 28 de octubre de 1793 en el palacio de Christiansborg en Copenhague. Su padre, Federico de Dinamarca, era el heredero a los tronos de Dinamarca y Noruega como el hijo mayor del rey Cristián VII de Dinamarca y de Carolina Matilde de Gran Bretaña. La madre de Carolina, María Sofía Federica de Hesse-Kassel, era hija del landgrave Carlos de Hesse-Kassel y de la princesa Luisa de Dinamarca; debido a esto, María Sofía y Federico eran primos hermanos. El rey Cristián VII tenía problemas mentales así que a partir de 1784, el padre de Carolina actuó como regente de Dinamarca y Noruega. 
El nacimiento de Carolina, una niña sana, fue una gran alegría para sus padres, puesto que dos hijos que habían nacido antes murieron en la infancia. Después de Carolina, nacieron cinco hijos más, pero solamente una hija vivió hasta la adultez, Guillermina María, futura princesa heredera de Dinamarca por su primer matrimonio con el príncipe Federico de Dinamarca (el futuro Federico VII) y duquesa de Schleswig-Holstein como la esposa del duque Carlos Schleswig-Holstein-Sonderburg-Glücksburg. 
Cuatro meses después del nacimiento de Carolina, el 26 de febrero del año 1794, el palacio de Christiansborg fue destruido por un incendio. La familia tuvo que mudarse al palacio de Amalienborg, donde ella pasó su infancia. En el verano vivían en el palacio de Frederiksberg. En 1808, el rey Cristián VII murió y el padre de Carolina ascendió a los tronos de Dinamarca y Noruega como Federico VI. Desde su más tierna infancia, Carolina y su padre se llevaron muy bien. La princesa recibió una buena pero no muy profunda educación. No fue descrita como una mujer hermosa o talentosa. Conoció al escritor Hans Christian Andersen en 1822 y se interesó mucho por sus escritos y aventuras. 

## Matrimonio

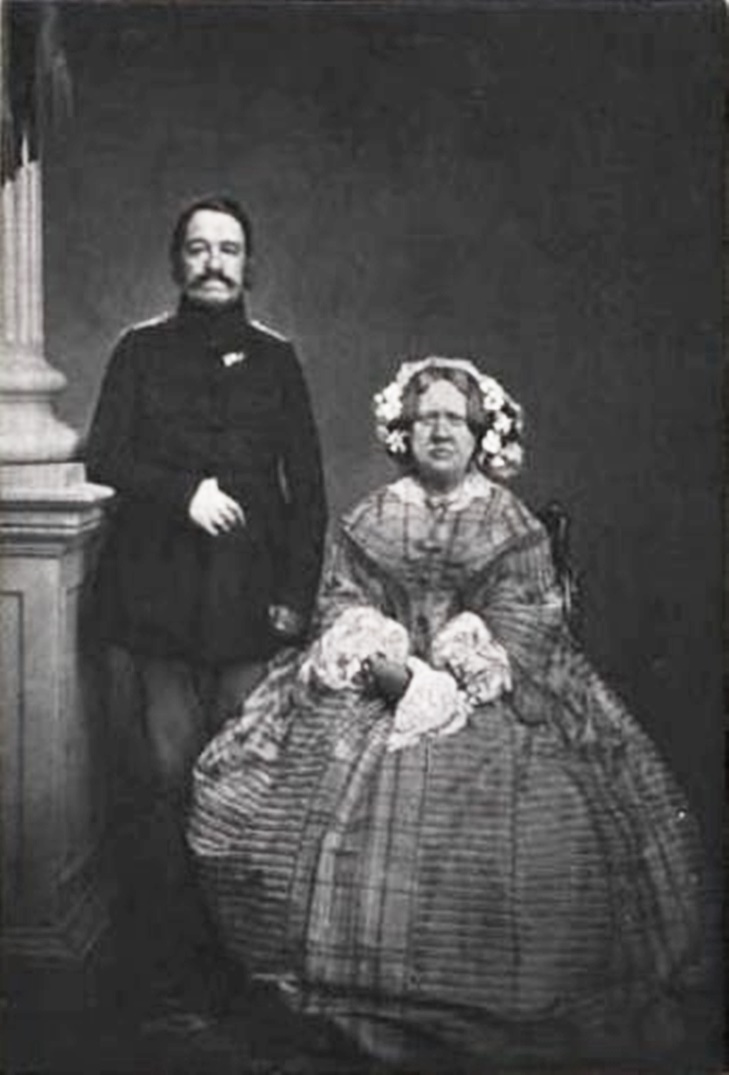
Carolina y su marido, el príncipe heredero Fernando de Dinamarca (c. 1863)

El rey Federico VI y la reina María Sofía no tuvieron hijos varones que sobrevivieran a la infancia. Esto hizo que Carolina y su hermana, Guillermina María, fueran apartadas de la sucesión al trono debido a la ley sálica, que no le permitía a las mujeres reinar. A pesar de esto, a Carolina se la consideraba princesa heredera antes de su matrimonio, como la hija mayor del rey, aunque no ostentó el título formalmente. En 1810, el emperador de Francia, Napoleón Bonaparte, le sugirió al padre de Carolina un matrimonio entre ella y el príncipe Carlos Augusto de Suecia, heredero al trono sueco. El rey danés no dio el visto bueno a esta alianza, pero igualmente inició las negociaciones matrimoniales con los suecos. Sin embargo, el príncipe Carlos Augusto falleció el 28 de mayo de ese mismo año. Entre los candidatos de la princesa se encontraba Guillermo, duque de Clarence, el futuro Guillermo IV del Reino Unido. En 1812, Carolina fue comprometida con su tío, Carlos de Hesse-Kassel, pero él murió en 1814 sin haberse podido casar con la princesa. El 1 de agosto de 1829, Carolina finalmente contrajo matrimonio con el príncipe Fernando de Dinamarca, tercero en la línea de sucesión al trono y primo de Federico VI. El matrimonio fue infeliz y no tuvieron hijos.
En 1830, Carolina sufrió quemaduras graves debido a un incendio en su habitación. Su rostro quedó desfigurado y la mitad de su cabello resultó quemado. Después de este accidente, comentó que cada vez que se miraba al espejo, agradecía tener amigos que pudieran soportar verle a la cara. En 1858, la princesa sufrió una situación similar, quemándose el brazo y hombro. Esto le causó dolor crónico por el resto de su vida.
Entre 1831 y 1839, Carolina presidió regularmente la supervisión de las tropas en Aarhus. Cuando su marido fue nombrado comandante general de Nørrejylland, ella le acompañó en la inspección de los pueblos y fue aclamada por la gente; era una habilidosa jinete, y cuando acompañó a su marido en la inspección de las tropas en Selandia, se presentó ante las tropas montada a caballo. Carolina fundó un manicomio en Aarhus en 1836, y se convirtió en patrona de Vallø Stift en 1852.

## Princesa heredera

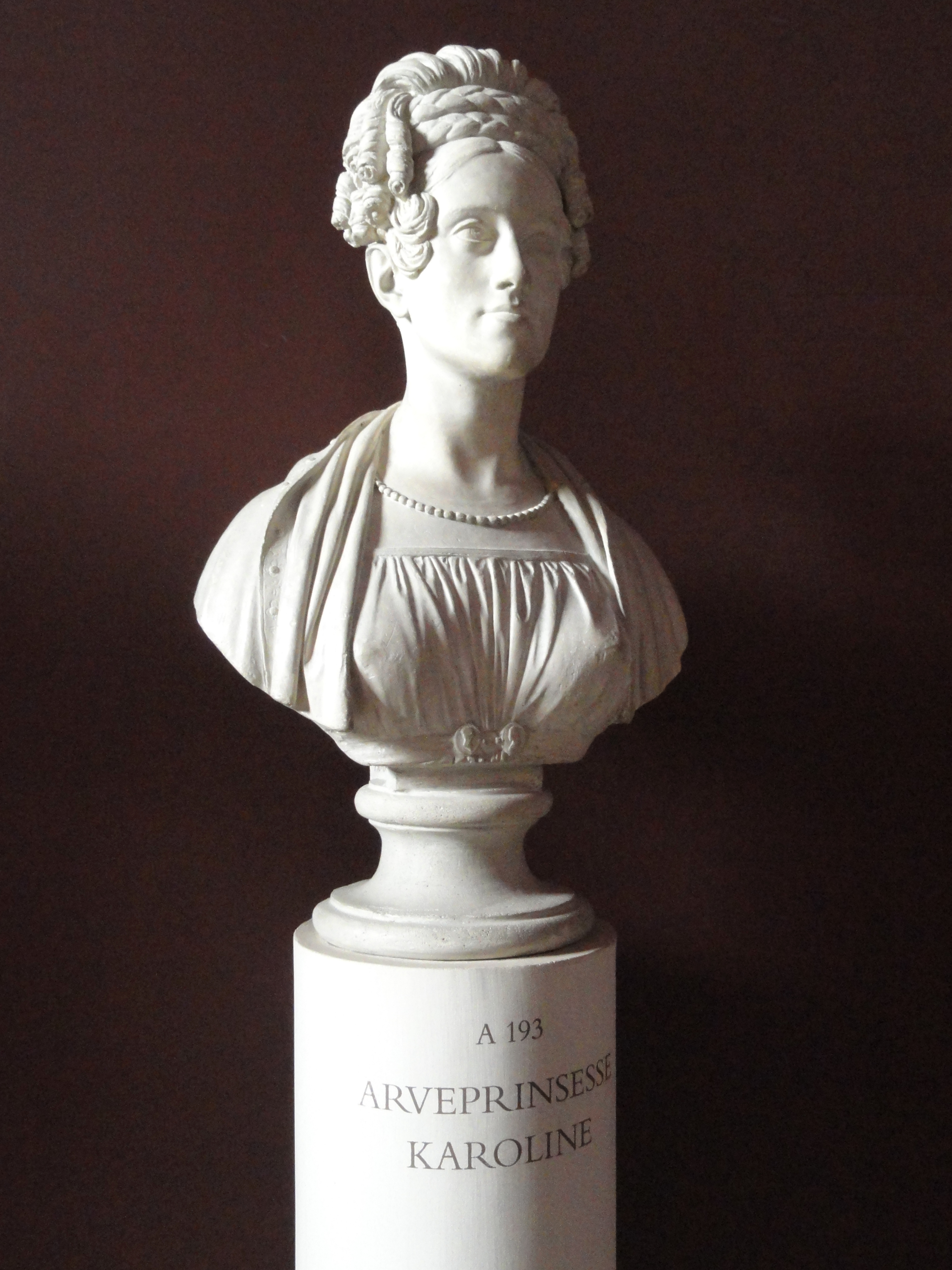
Busto de la princesa Carolina por Bertel Thorvaldsen.

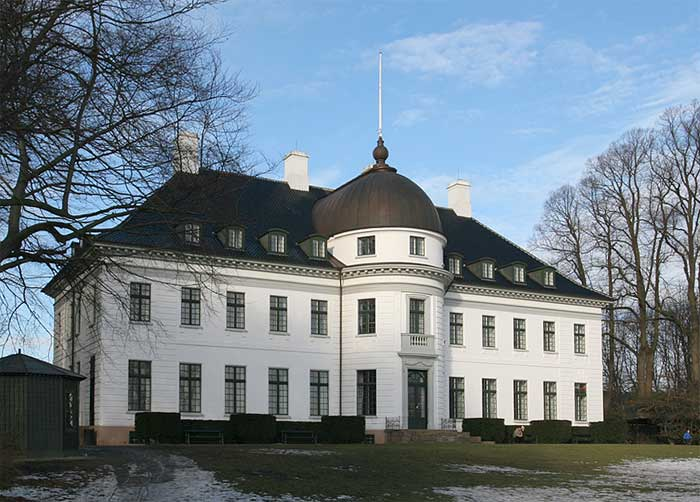
Palacio Bernstorff, Copenhague.

Después de la muerte del rey Cristián VIII en 1848, Federico Fernando, el marido de Carolina, se convirtió en heredero al trono de Dinamarca, obteniendo el título de príncipe heredero. Carolina se convirtió oficialmente en princesa heredera. Sin embargo, nunca llegaría a ser reina consorte ya que Fernando murió en 1863, poco antes de la muerte de su sobrino el rey Federico VII. El trono pasó a manos de Cristián IX de la Casa de Glücksburg, casa real de la que desciende la actual monarca danesa, Margarita II. 
Carolina y su marido vivieron en el Palacio Bernstorff en la calle Bredgade, que había sido renovado para ellos por órdenes de Federico VI, pero no tuvieron un papel relevante en la corte real. Eventualmente Carolina viviría armoniosamente con su marido; toleraba sus infidelidades y problemas financieros. Tras la muerte de su padre en 1839, Carolina se distanció de la corte. A su marido se le dio la tarea de escoltar a Louise Rasmussen (1815-1874), la amante real del nuevo rey, que no vivía en la corte.
Carolina fue descrita como leal, pacífica y puntual. Tenía una profunda lealtad a la ciudad de Copenhague. Ella y su marido fueron los únicos miembros de la familia real que permanecieron en la ciudad durante la epidemia del cólera de 1853.
Después de la muerte de su marido, Carolina vivió en soledad, ocupándose de saldar las deudas de Federico. En los últimos años de su vida padeció de sordera. Carolina falleció el 31 de marzo de 1881, a los 87 años, en su residencia en Copenhague.